# Museo dell'Indianapolis Motor Speedway
L'Indianapolis Motor Speedway Museum è un museo automobilistico situato all’interno dell’Indianapolis Motor Speedway, a Speedway, nello Stato dell’Indiana, e ospita la Indianapolis Motor Speedway Hall of Fame. È strettamente legato alla 500 Miglia di Indianapolis e alla Brickyard 400, ma presenta anche mostre dedicate ad altre forme di sport motoristici, alle autovetture e alla storia dell’automobile in generale. 
Nel 2006 ha celebrato il suo 50º anniversario. La collezione comprende diverse auto vincitrici della 500 Miglia di Indianapolis, oltre a numerose safety car, esposte a rotazione negli spazi del museo.
La struttura è di proprietà indipendente ed è gestita dalla Indianapolis Motor Speedway Foundation, Inc., un’organizzazione no-profit registrata come ente 501(c)(3). Fondato nel 1956, il museo si è trasferito nella sede attuale nel 1976. È aperto al pubblico durante tutto l’anno, ad eccezione di alcune festività, tra cui il Giorno del ringraziamento e Natale.
Nel novembre 2023, il museo ha chiuso temporaneamente per importanti lavori di ristrutturazione, riaprendo il 2 aprile 2025 dopo un progetto di ammodernamento dal valore di 89 milioni di dollari.

## Storia

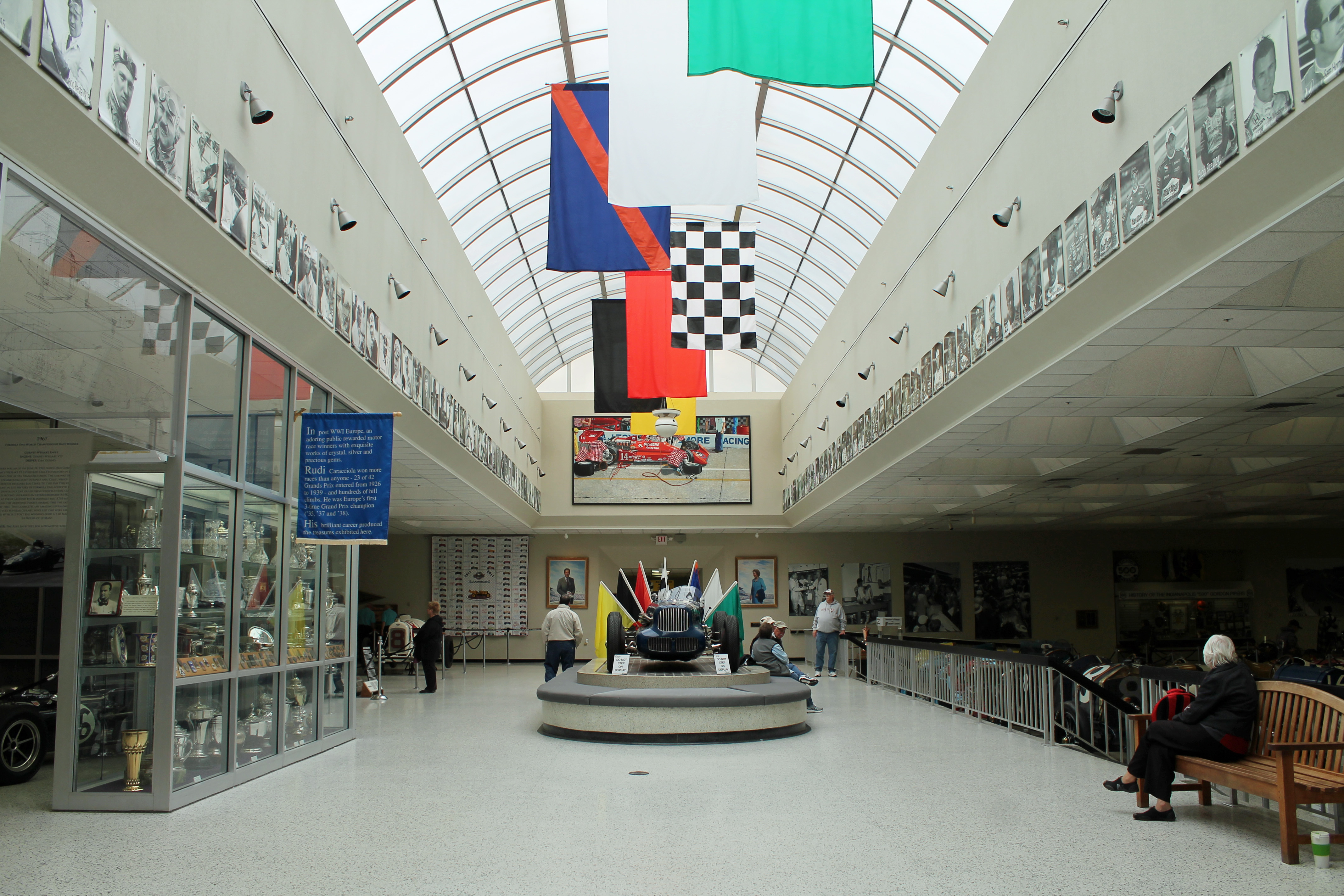
L'atrio del museo nel 2015

Il primo museo dell’Indianapolis Motor Speedway fu completato il 7 aprile 1956. Progettato dallo studio C. Wilbur Foster and Associates, sorgeva nell’angolo sud-ovest della proprietà, all’incrocio tra 16th Street e Georgetown Road. Tra i veicoli inizialmente esposti figurava l’auto con cui Ray Harroun vinse la 500 Miglia di Indianapolis nel 1911, insieme a pochi altri esemplari. Il primo curatore del museo fu Karl Kizer. Al momento dell’apertura, la collezione comprendeva solo sei vetture, ma nel giro di pochi anni numerose auto da collezione furono donate o acquisite, rendendo presto insufficiente lo spazio disponibile. Secondo Al Bloemker, pubblicista della Speedway, già nel 1961 il museo registrava una media di 5.000 visitatori a settimana, escludendo il mese di maggio.
Nel 1975 fu avviata la costruzione di un nuovo edificio museale e amministrativo da 96 000 piedi quadri (8 900 m²), situato all’interno dell’anello del circuito. L’edificio, a due piani, ospitava il museo, gli uffici amministrativi della Speedway, la biglietteria, un negozio di souvenir e il dipartimento fotografico. Il nuovo museo aprì al pubblico il 5 aprile 1976, in concomitanza con le celebrazioni del bicentenario degli Stati Uniti. La struttura operava ufficialmente con il nome di Hall of Fame Museum, anche se era comunemente conosciuta come Indianapolis Motor Speedway Hall of Fame Museum. L’edificio originale, situato all’esterno della prima curva, fu convertito in spazio per uffici.
L’Indianapolis Motor Speedway fu inserito nel Registro nazionale dei luoghi storici nel 1975 e dichiarato monumento storico nazionale nel 1987. Una targa commemorativa della designazione è esposta all’interno del museo.
Nell’estate del 1993, l’edificio originale del museo fu demolito per far posto a un nuovo complesso amministrativo dal costo di svariati milioni di dollari. Gli uffici amministrativi e la biglietteria furono trasferiti dal museo interno al nuovo edificio, consentendo così l’ampliamento del negozio di souvenir e il recupero di spazio espositivo.
Nel 1993, in occasione delle celebrazioni legate alla gara, il parcheggio del museo ospitò la prima edizione della "Indy 500 Expo", una mostra interattiva all’aperto aperta al pubblico. L’iniziativa, ampliata nel 1995 e ribattezzata "Indy 500 FanFest", proseguì fino al 1997. Negli anni successivi, furono organizzate esposizioni più ridotte, sponsorizzate dalla Chevrolet, che includevano ex safety car e altri veicoli da esposizione. Sempre negli anni ’90, il dipartimento fotografico installò un sistema antincendio ad Halon nell’archivio, che conteneva i negativi originali e lastre di vetro relative a ogni gara disputata sul circuito a partire dalla prima edizione della Indianapolis 500 nel 1911. (Non sono invece noti documenti originali della gara inaugurale di mongolfiere del 1909.)
Nel 2016 fu avviato un importante progetto di rinnovamento e ampliamento, con l’obiettivo di estendere gli spazi espositivi e introdurre mostre interattive. Nell’aprile dello stesso anno, il museo fu ufficialmente rinominato Indianapolis Motor Speedway Museum e la sua missione fu ridefinita con l’obiettivo di "onorare specificatamente i risultati e i contributi eccezionali all’Indianapolis Motor Speedway". Fu avviato anche un processo di dismessione per aggiornare e migliorare la collezione.
Alla fine del 2023, il museo chiuse per importanti lavori di ristrutturazione, riaprendo ufficialmente il 2 aprile 2025. Il progetto ha introdotto sette gallerie permanenti e tre gallerie rotanti, una nuova sezione dedicata ad artefatti non veicolari e numerosi display interattivi, tra cui una simulazione di pit stop che consente ai visitatori di cimentarsi in un cambio gomme durante la gara.

## Hall of Fame dell'Indianapolis Motor Speedway

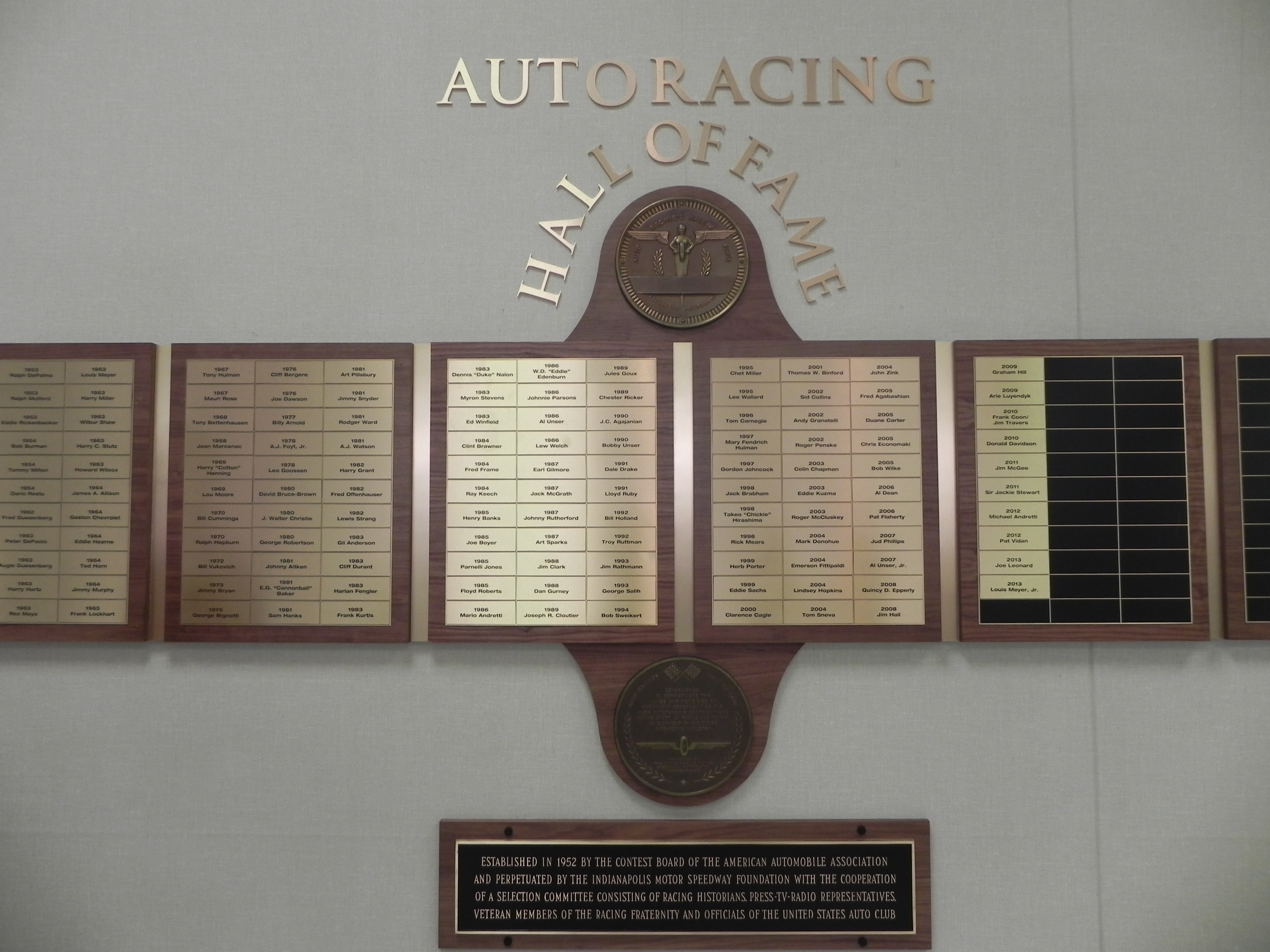
La Auto Racing Hall of Fame

L’Indianapolis Motor Speedway Hall of Fame, precedentemente conosciuta come Auto Racing Hall of Fame, fu istituita nel 1952 con il sostegno dell’American Automobile Association (AAA) e della Ford Foundation. L’idea originaria fu di Tony Hulman, che, dopo l’acquisto dell’Indianapolis Motor Speedway nel 1945, manifestò l’intenzione di creare una hall of fame dedicata al mondo delle corse. Al 2024, conta 165 membri.
Tuttavia, la AAA si ritirò completamente dalle competizioni automobilistiche dopo il 1955. La Hall of Fame, fondata solo tre anni prima e con pochi membri iniziali selezionati dal "comitato dei veterani", entrò in una fase di inattività. L'anno successivo fu inaugurato il primo museo dell’Indianapolis Motor Speedway. Nel 1961, Tony Hulman ne acquistò i diritti e ne promosse la rinascita, integrandola nella struttura organizzativa del museo stesso.
I candidati all’inserimento possono essere nominati dopo almeno vent’anni dalla loro prima partecipazione ad attività professionistiche legate alle corse automobilistiche. Non è richiesto il ritiro dalle competizioni per essere considerati eleggibili. La selezione avviene tramite il voto di una commissione composta da circa 150 membri, tra cui ufficiali di gara, membri viventi della Hall of Fame, storici dell’automobilismo e rappresentanti dei media.
Nel 2018, il ruolo della Hall of Fame è stato ridefinito per includere figure legate a tutti i principali eventi disputati all’Indianapolis Motor Speedway: la 500 Miglia di Indianapolis, la Brickyard 400, la Verizon 200, il Gran Premio degli Stati Uniti (2000–2007) e le principali competizioni motociclistiche sanzionate dall’AMA, come la MotoGP e MotoAmerica. In seguito a questo ampliamento, Jeff Gordon è stato il primo pilota inserito nella Hall of Fame per meriti legati principalmente o esclusivamente a un evento diverso dalla 500 Miglia di Indianapolis.
La votazione si svolge una volta all’anno, con l’annuncio dei nuovi membri solitamente in primavera. In alcune edizioni, l’annuncio è avvenuto in occasione del Founders Day (20 marzo), anniversario della fondazione dell’Indianapolis Motor Speedway nel 1909. L’ingresso ufficiale dei nuovi membri avviene nel corso di una cerimonia speciale tenuta nel mese di maggio, a ridosso della 500 Miglia di Indianapolis. Il numero di eletti non è fisso e può variare di anno in anno.
Nel 2025 verrà inserito nella Hall of Fame Hélio Castroneves.

### Membri della Hall of Fame
(V) - Indica il pilota vincitore della 500 Miglia di Indianapolis
(P) - Indica il proprietario vincitore della 500 Miglia di Indianapolis
(BY) - Indica il pilota vincitore della Brickyard 400
(BYP) - Indica il proprietario vincitore del Brickyard 400
(GP) - Indica il pilota vincitore del Gran Premio degli Stati Uniti d'America

#### Piloti
- Fred Agabashian
- Johnny Aitken
- Gil Andersen
- Mario Andretti (V)
- Michael Andretti (P)
- Billy Arnold (V)
- Erwin G. "Cannon Ball" Baker
- Henry Banks
- Cliff Bergere
- Tony Bettenhausen
- Joe Boyer (V)
- Jack Brabham
- David Bruce-Brown
- Jimmy Bryan (V)
- Bob Burman
- Duane Carter, Sr.
- Hélio Castroneves (V)
- Gaston Chevrolet (V)
- Louis Chevrolet (P)
- Jim Clark (V)
- Earl Cooper
- Bill Cummings (V)
- Wally Dallenbach Sr.
- Joe Dawson (V)
- Ralph DePalma (V)
- Pete DePaolo (V, P)
- Mark Donohue (V)
- Cliff Durant
- Dale Earnhardt Sr. (BY)
- Harlan Fengler
- Emerson Fittipaldi (V)
- Pat Flaherty (V)
- A. J. Foyt (V, P)
- Fred Frame (V)
- Dario Franchitti (V)
- Chip Ganassi (P, BYP)
- Paul Goldsmith
- Jeff Gordon (BY)
- Jules Goux (V)
- Harry Grant
- Janet Guthrie
- Dan Gurney (P)
- Sam Hanks (V)
- Ray Harroun (V)
- Harry Hartz (P)
- Eddie Hearne
- Ralph Hepburn
- Graham Hill (V)
- Bill Holland (V)
- Ted Horn
- Gordon Johncock (V)
- Parnelli Jones (V, P)
- Ray Keech (V)
- Tony Kanaan (V)
- Joe Leonard
- Frank Lockhart (V)
- Arie Luyendyk (V)
- Rex Mays
- Roger McCluskey
- Jim McElreath
- Jack McGrath
- Bruce McLaren
- Rick Mears (V)
- Louis Meyer (V, P)
- Chet Miller
- Tommy Milton (V)
- Juan Pablo Montoya (V)
- Lou Moore (P)
- Ralph Mulford
- Jimmy Murphy (V, P)
- Duke Nalon
- Barney Oldfield
- Johnnie Parsons (V)
- Bobby Rahal (V, P)
- Jim Rathmann (V)
- Dario Resta (V)
- Eddie Rickenbacker
- Floyd Roberts (V)
- Mauri Rose (V)
- Lloyd Ruby
- Johnny Rutherford (V)
- Troy Ruttman (V)
- Eddie Sachs
- Michael Schumacher (GP)
- Wilbur Shaw (V, P)
- Tom Sneva (V)
- Jimmy Snyder
- Myron Stevens
- Jackie Stewart
- Tony Stewart (BY, BYP)
- Lewis Strang
- Danny Sullivan (V)
- Bob Sweikert (V)
- Al Unser (V)
- Al Unser Jr. (V)
- Bobby Unser (V)
- Bill Vukovich (V)
- Lee Wallard (V)
- Rodger Ward (V)
- Dan Wheldon (V)
- Howdy Wilcox (V)

#### Proprietari / Capi Meccanici / Collaboratori
- J. C. Agajanian (P)
- James A. Allison
- George Bignotti (P)
- Thomas W. Binford
- Clint Brawner
- Clarence Cagle
- Phil Casey
- Tom Carnegie
- Colin Chapman (P)
- J. Walter Christie
- Tim Cindric
- Joe Cloutier
- Sid Collins
- Frank Coon
- Donald Davidson
- Al Dean
- Bert Dingley
- Dale Drake
- August Duesenberg
- Fred Duesenberg
- Chris Economaki
- W. D. "Eddie" Edenburn
- Quin Epperly
- Harvey S. Firestone, Sr.
- Carl G. Fisher
- Henry Ford
- Mari Hulman George
- Tony George
- Earl B. Gilmore
- Leo Goossen
- Andy Granatelli (P)
- Jim Hall (P)
- Harry C. "Cotton" Henning
- Takeo "Chickie" Hirashima
- Lindsey Hopkins
- Mary Fendrich Hulman
- Anton "Tony" Hulman
- Bob Jenkins
- Frank Kurtis (P)
- Eddie Kuzma
- Jean Marcenac
- Jim McGee
- Leo Mehl
- Louis "Sonny" Meyer Jr.[10]
- Harry Miller
- Theodore E. "Pop" Myers
- Fred Offenhauser
- Paul Page
- U.E. "Pat" Patrick (P)
- Roger Penske (P, BYP)
- Jud Phillips
- Art Pillsbury
- Herb Porter
- Chester Ricker
- George Robertson
- George Salih (P)
- Bill Simpson
- Art Sparks
- Harry C. Stutz
- Jim Travers
- William K. Vanderbilt
- Pat Vidan
- Fred Wagner
- A. J. Watson
- Lew Welch
- Bob Wilke
- Ed Winfield
- John Zink

## Galleria d'immagini

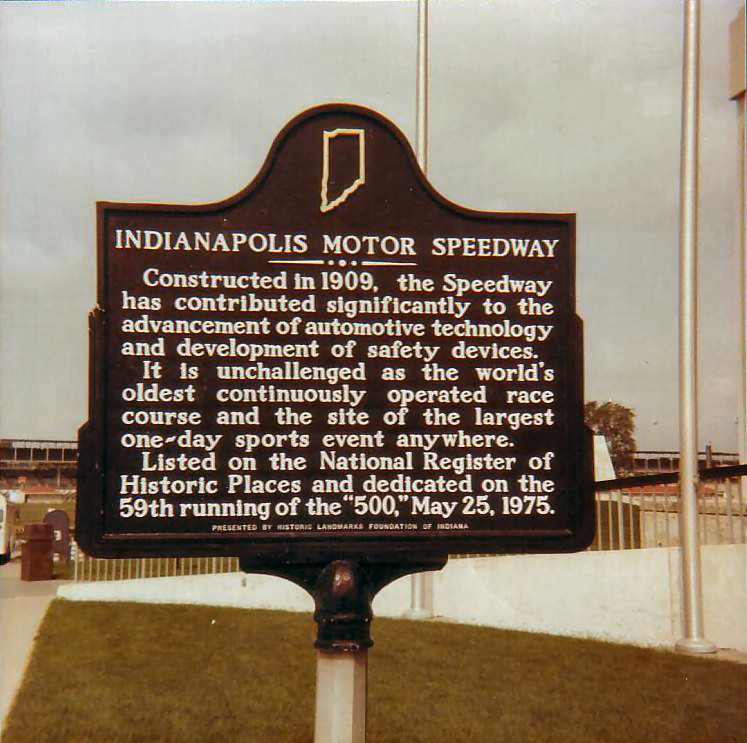
Indicatore storico dello stato dell'Indiana all'esterno dell'IMS Hall of Fame Museum
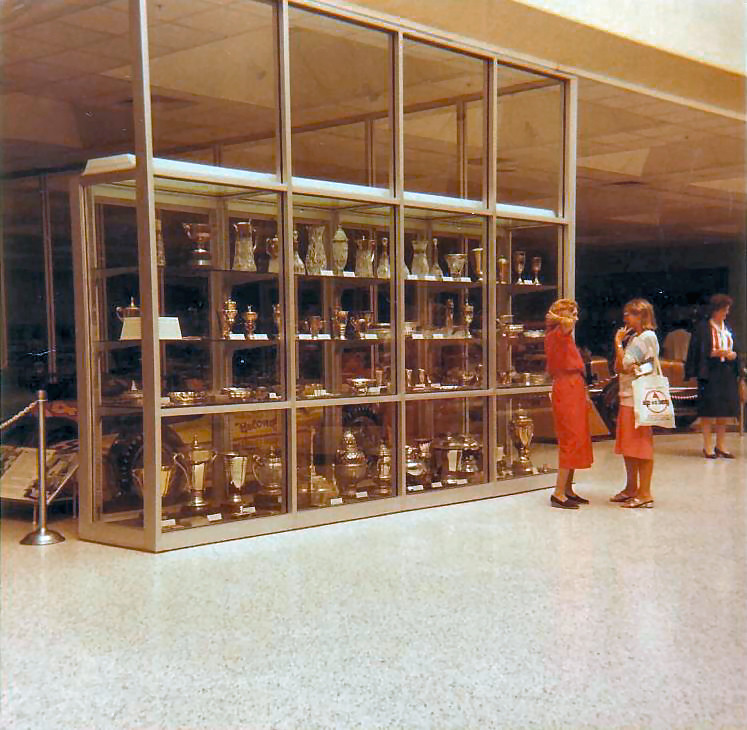
Vetrina dei trofei presso la Hall of Fame Museum
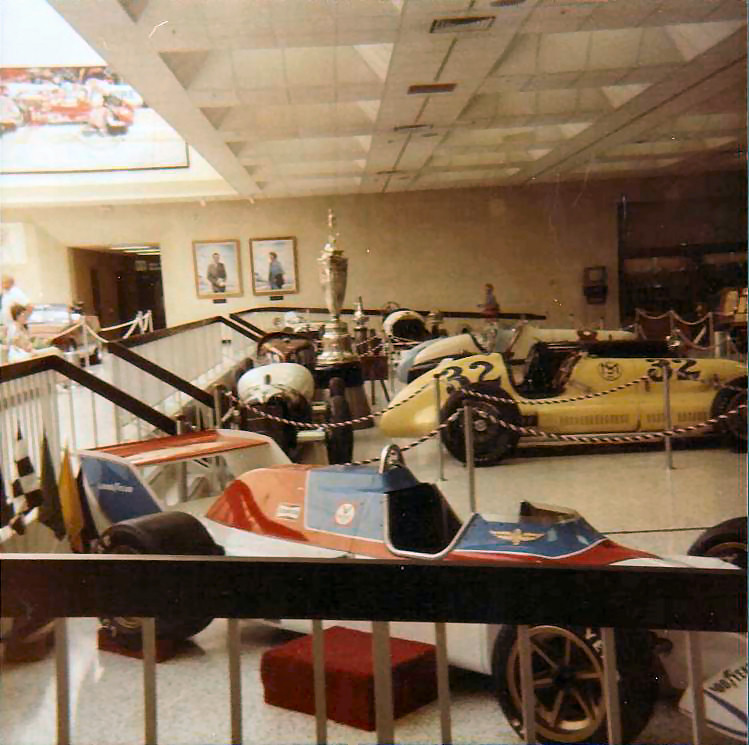
Auto da corsa al Museo della Hall of Fame
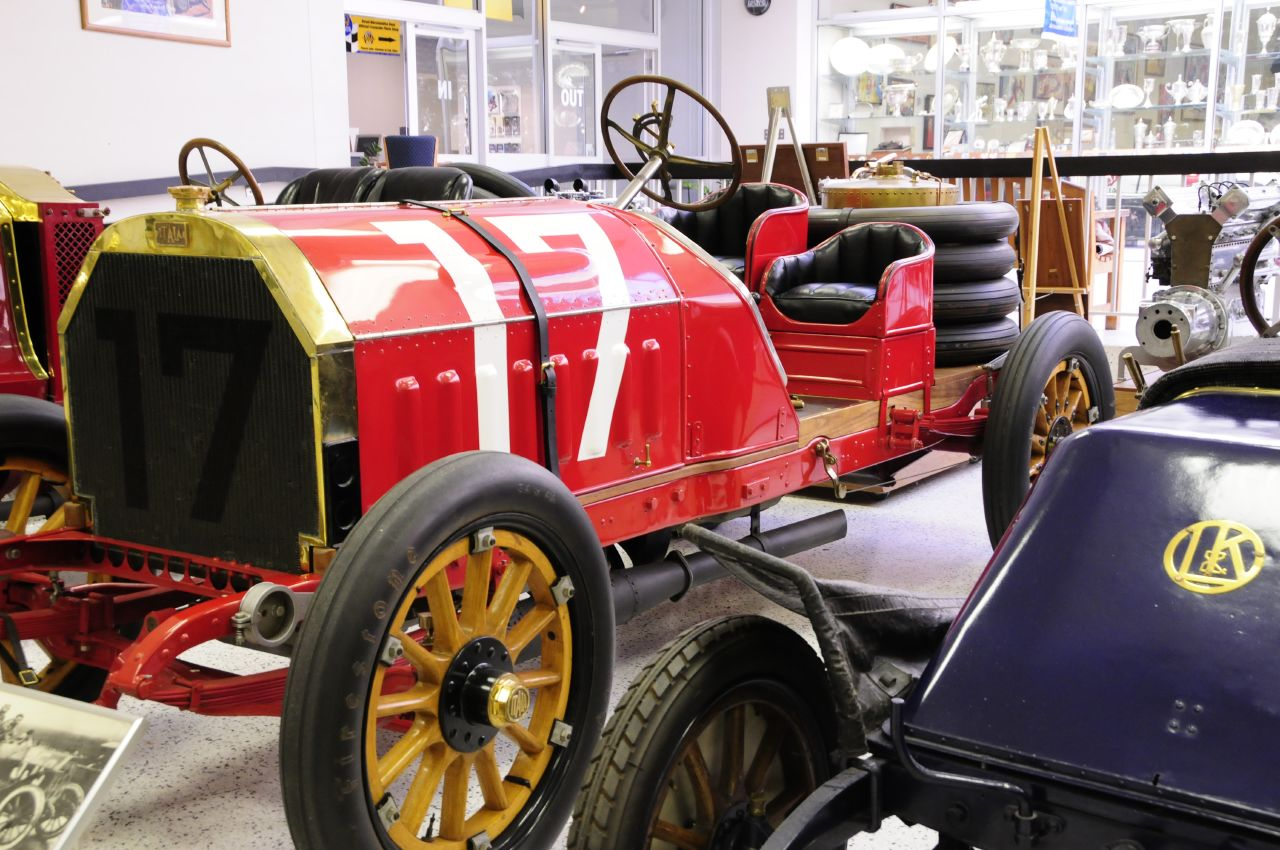
Auto da corsa Itala GP del 1907 con motore da 14,75 litri
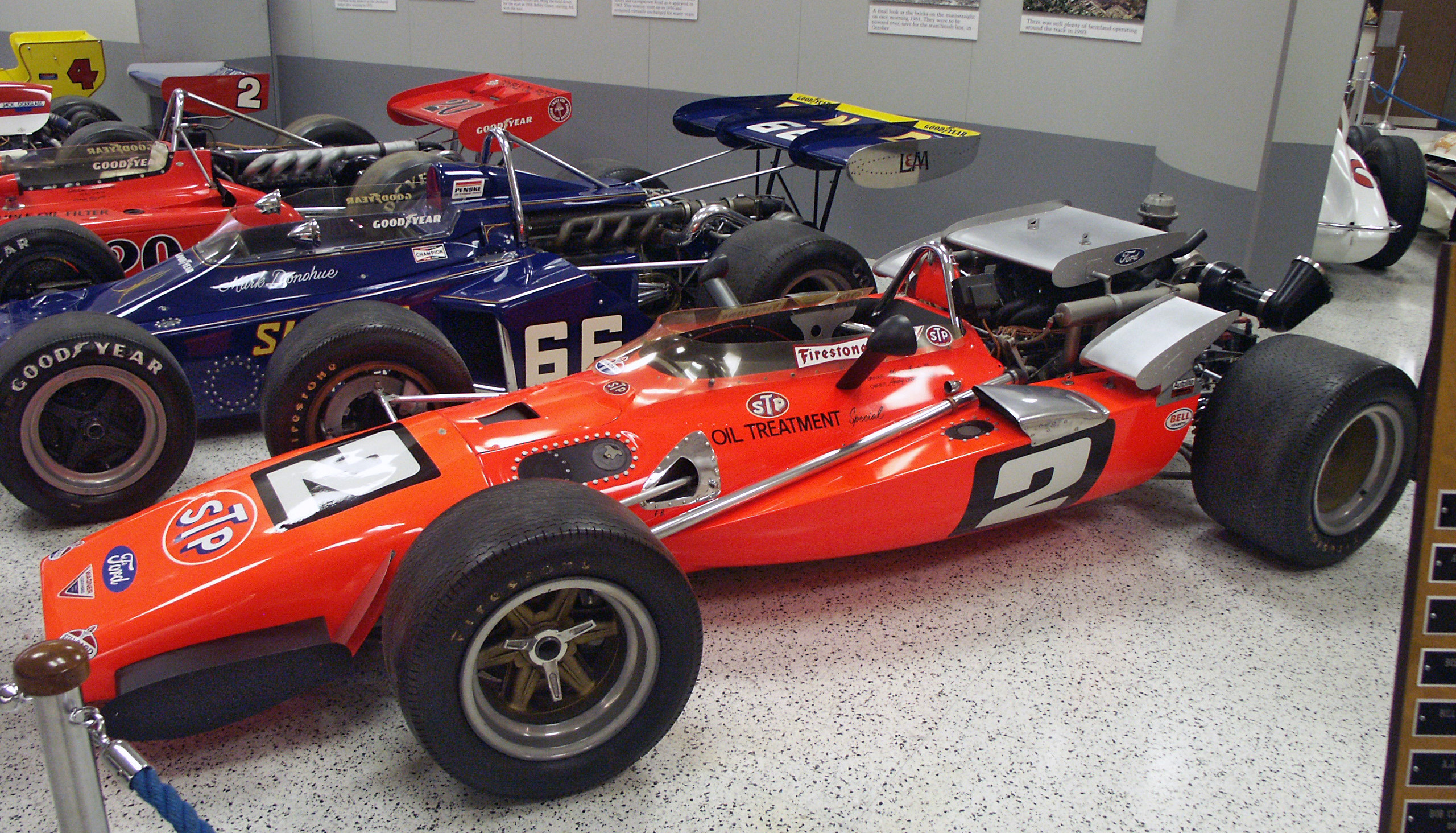
Una replica della Brawner Hawk di Mario Andretti, vincitrice della Indy 500 del 1969
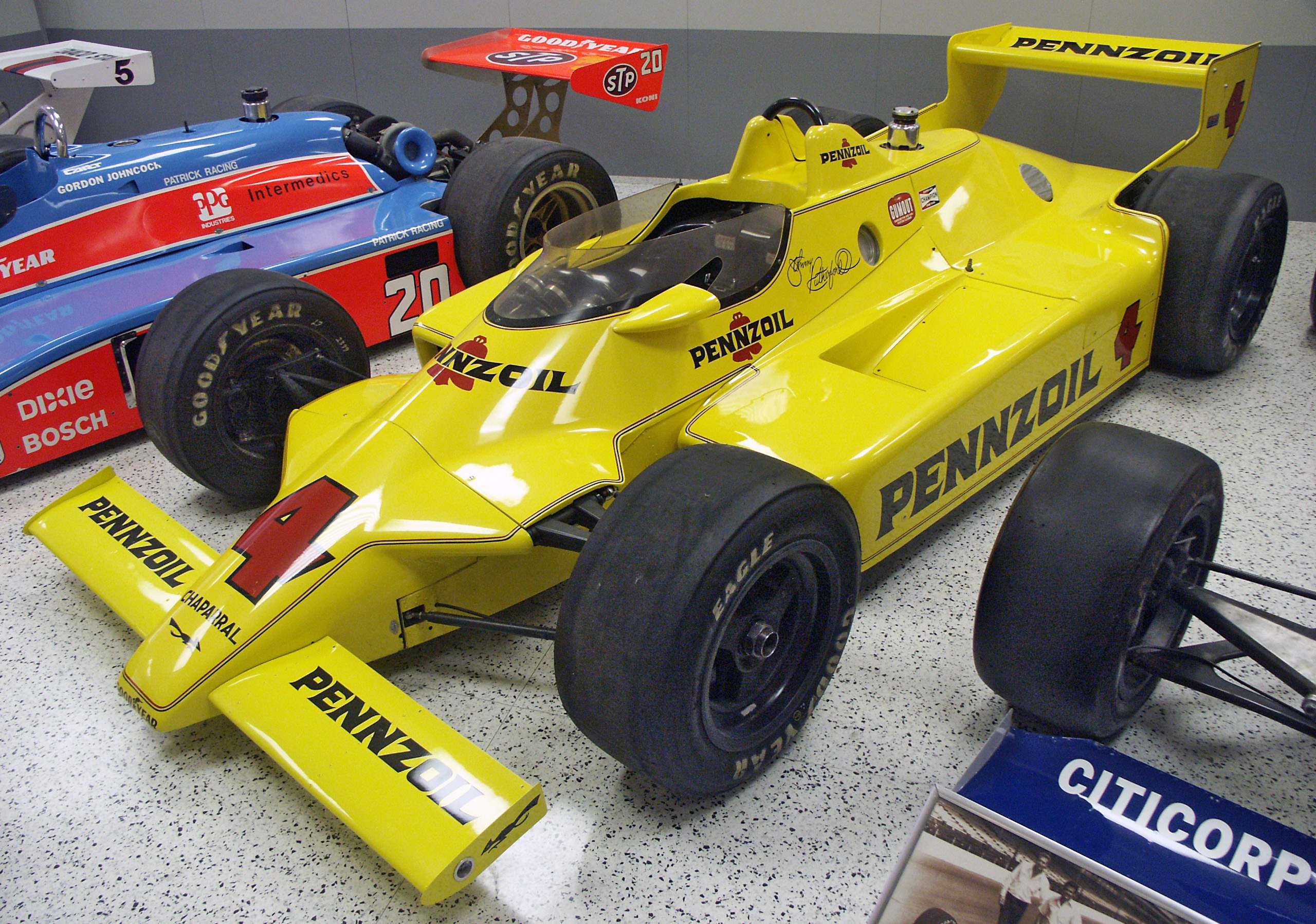
La pole position e la vittoria della gara Chaparral 2K di Johnny Rutherford del 1980
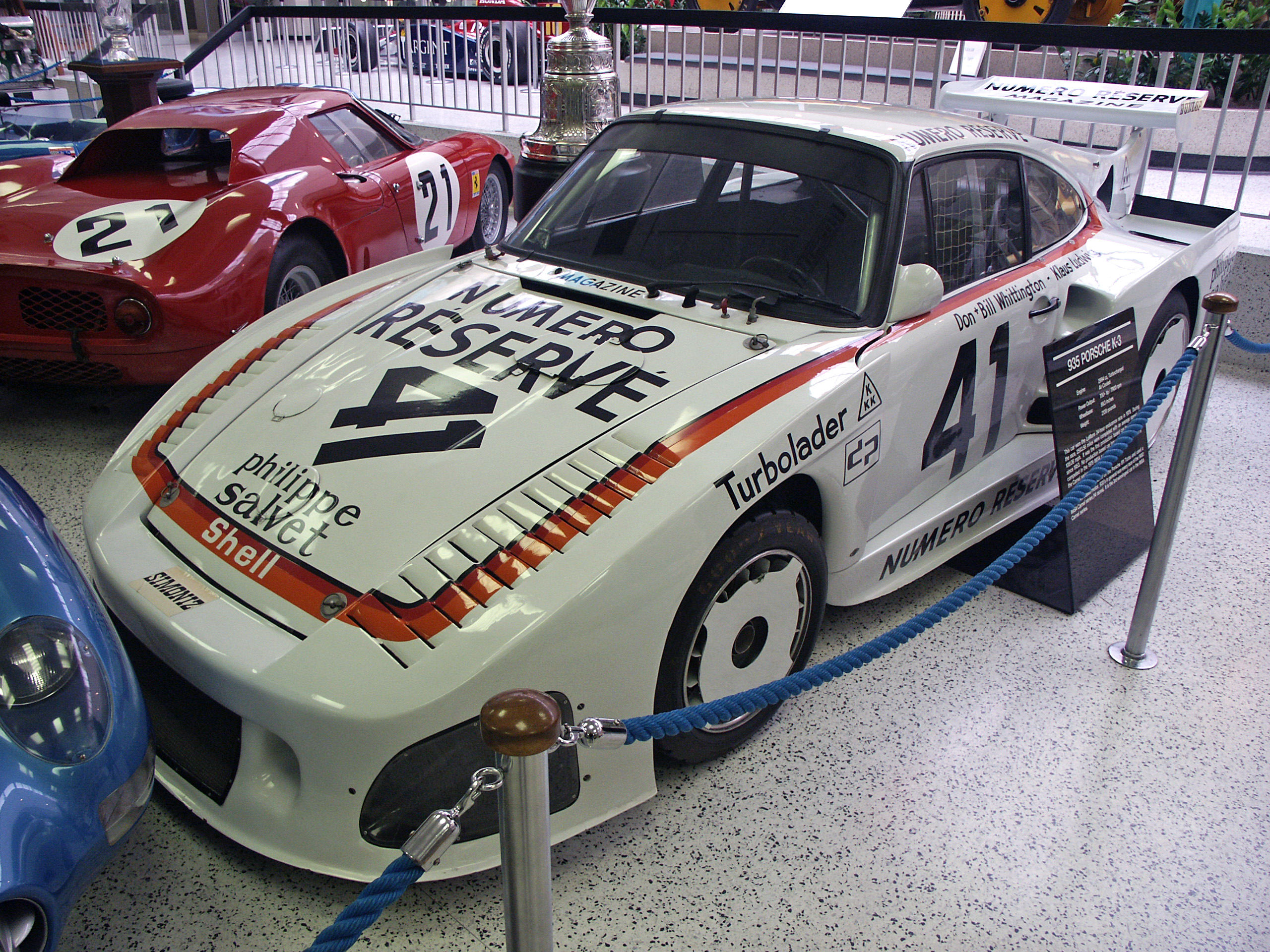
La Porsche 935 che ha vinto la 24 Ore di Le Mans 1979
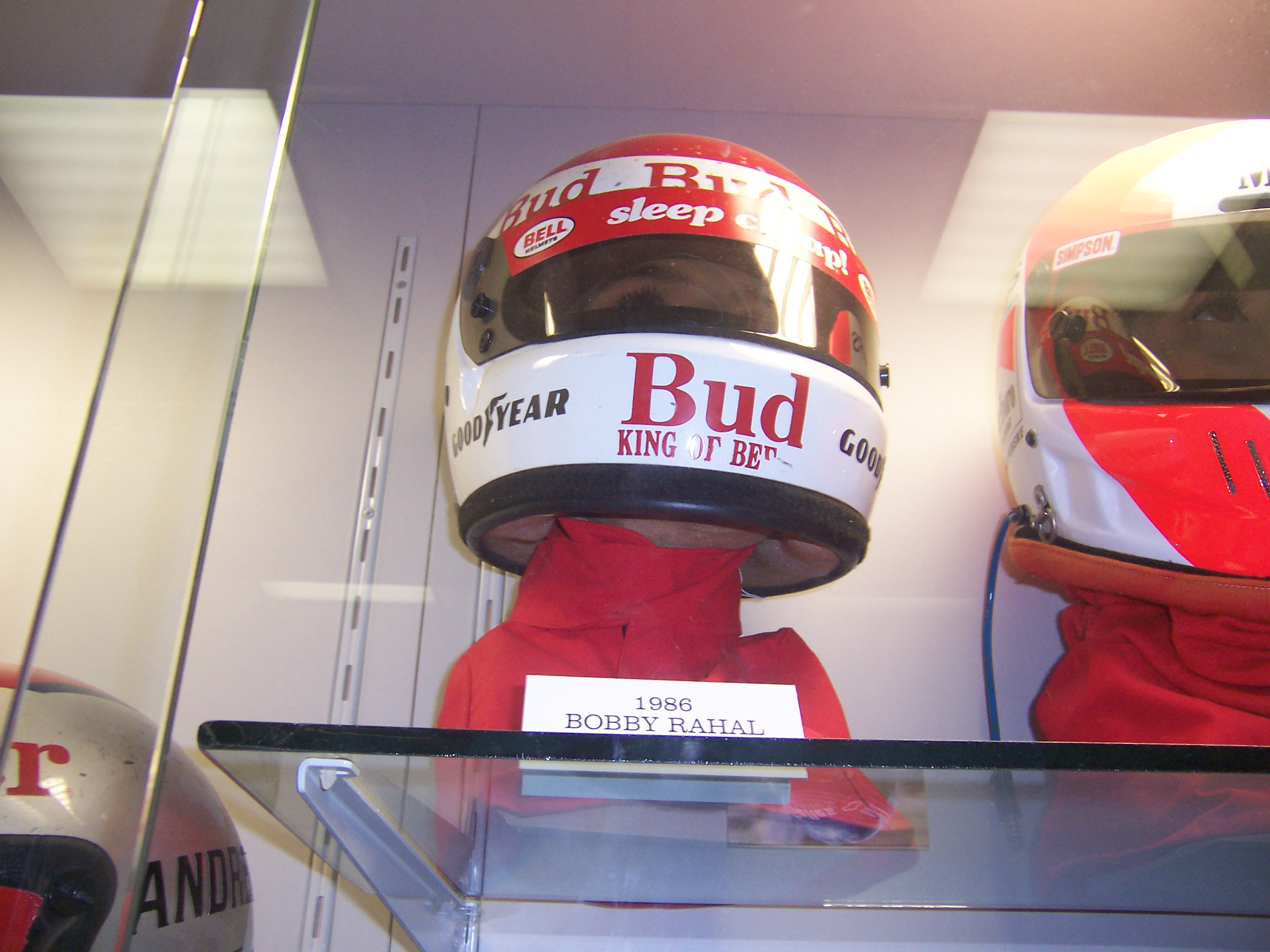
In mostra il casco indossato in gara da Bobby Rahal, vincitore della 500 Miglia di Indianapolis del 1986